# Zeitschrift für Operations-Research
Die Zeitschrift für Operations-Research (ZOR) ist eine wissenschaftliche Fachzeitschrift auf dem Gebiet des Operations Research, die von 1972 bis 1995 erschien und von der Deutschen Gesellschaft für Operations Research herausgegeben wurde.

## Geschichte
Im Jahr 1972 fusionierte der Arbeitskreis Operational Research (AKOR) mit der Deutschen Gesellschaft für Unternehmensforschung (DGU) zur Deutschen Gesellschaft für Operations Research (DGOR). In diesem Zusammenhang wurden die beiden Zeitschriften Ablauf- und Planungsforschung und Unternehmensforschung zusammengelegt und die neue Zeitschrift für Operations–Research gebildet. Sie erschien unter diesem Namen von 1972 bis 1987. Von 1988 bis 1995 führte sie den Namen ZOR – Methods and Models of Operations Research und wurde ab 1996 durch die ausschließlich englischsprachige Mathematical methods of operations research fortgesetzt.